# Wenera 16
Wenera 16 – ostatnia radziecka sonda międzyplanetarna wystrzelona w ramach programu Wenera, o budowie i programie badawczym identycznym z sondą Wenera 15 wystrzeloną 5 dni wcześniej. Wysłane w czerwcu 1983 roku próbniki o numeracji 15 i 16 różniły się zasadniczo od poprzednich dziesięciu konstrukcji, gdyż nie posiadały lądowników, również główny cel ich misji był inny. Były to orbitery – sztuczne satelity Wenus.

## Cele misji
- Pomiary radarowe ukształtowania powierzchni Wenus i jej obszarów biegunowych oraz badania atmosfery.

## Budowa próbnika
Kadłub statku miał kształt cylindra o długości 5 m. Masa sondy bez paliwa wynosiła ok. 4000 kg. Paliwo ważyło 1300 kg i posłużyło do wyhamowania sondy i wprowadzenia jej na orbitę okołowenusjańską. Główne elementy wyposażenia to:  
- antena radarowa (średnica 6 m, wysokość 1,4 m)
- antena zapasowa o niewielkim zakresie nachylenia
- antena do radarowego pomiaru wysokości (średnica 1 m)
- tace z ogniwami słonecznymi
- system regulacji temperatury
- wyposażenie radarowe
- antena kierunkowa do komunikacji z Ziemią (średnica 2,6 m)
- dysze do regulacji położenia
- system orientacji gwiazdowej

Wenera 15 i 16 były pierwszymi sondami, w których wykorzystano radar z syntetyczną aperturą (SAR) do obrazowania powierzchni innej planety. Dane przesyłane przez sondy odbierały dwa wielkie radzieckie radioteleskopy, w tym 70-metrowy Eupatoria RT-70.  

## Misja
W dniu 7 czerwca 1983 z kosmodromu Bajkonur w Kazachstanie wystartowała sonda Wenera 16. Po 130 dniach lotu weszła na podobną orbitę, co jej poprzedniczka Wenera 15, po korektach przeprowadzonych odpowiednio w dniach 15 czerwca i 5 października 1983 roku. Do końca lutego 1984 satelita Wenus wykonał około 750 zdjęć spektralnych planety za pomocą zbudowanego w NRD spektrometru Fouriera. Do lipca 1984 na przeszło 200 seansach łączności radiowej przekazano na Ziemię radarowe obrazy ukształtowania powierzchni Wenus północnych obszarów polarnych, o których dotąd prawie niczego nie wiedziano. Odkryto wiele struktur pierścieniowych o średnicach nawet 300 do 500 km.